# Arènes des Pins
Les arènes des Pins est un édifice public de la commune de Roquefort, dans le département français des Landes, dédié principalement aux courses de taureaux. Elles sont inscrites au titre des monuments historiques le 25 avril 2007.

## Présentation
Les arènes ont une contenance comprise entre 2 500 personnes et 3 700 personnes. Elles sont inaugurées le 12 août 1951 avec une novillada. On y pratique la course landaise mais aussi la course espagnole, sous forme de novillada non piquée. La principale feria se déroule au moment des fêtes patronales au mois d'août.

### Architecture
De par leur taille, les arènes des Pins constituent un exemple exceptionnel de construction en bois. Le ruedo est de forme oblongue comme celui des arènes de Parentis-en-Born ou de Soustons. Les plans sont dessinés par Jean Duthil.
L'entrée monumentale, ornée d'un balcon, est réalisée en ciment avec un décor de briques rouges. À l'extérieur, sur la partie haute de l'édifice, un bardage de planches en bois de pin s'appuie sur une charpente que l'on découvre en empruntant les coursives. La partie basse présente un décor d'échalas en claire-voie. À l'intérieur, les gradins sont équipés de bancs de bois et un espace est réservé à l'Harmonie des Petites-Landes.

### Historique
La tradition tauromachique  à Roquefort est attestée depuis 1770, faisant d'elle une des plus anciennes des Landes. À l'origine, les spectacles taurins (avec des bœufs, vaches ou taureaux) se déroulent essentiellement sur la place du Pijorin, qui finit par les accueillir de manière obligatoire à partir de juin 1802. En 1846, la municipalité décide d'assembler annuellement des gradins en bois à chaque extrémité de cette place le temps des courses, afin d'éviter que les propriétaires n'en élèvent de leur propre initiative devant leur maison. Reconstruites et agrandies en 1921, elles sont en usage jusqu'en septembre 1938. À cette date, la tribune officielle s'écroule, entraînant plusieurs blessés.
Après la Seconde Guerre mondiale, la municipalité fait l'acquisition d'un terrain vague à l'écart du centre où elle fait reconstruire les arènes en 1951, avant de les agrandir et recouvrir partiellement en 1953. Elles sont construites  en bois par trois charpentiers locaux, André Aurignac, Jean Cécère et Pierre Dupouy, aidés par des bénévoles. Quant à l'ossature métallique, elle est réalisée par la société Constructions Métalliques du Sud Ouest, basée dans la commune limitrophe de Sarbazan.

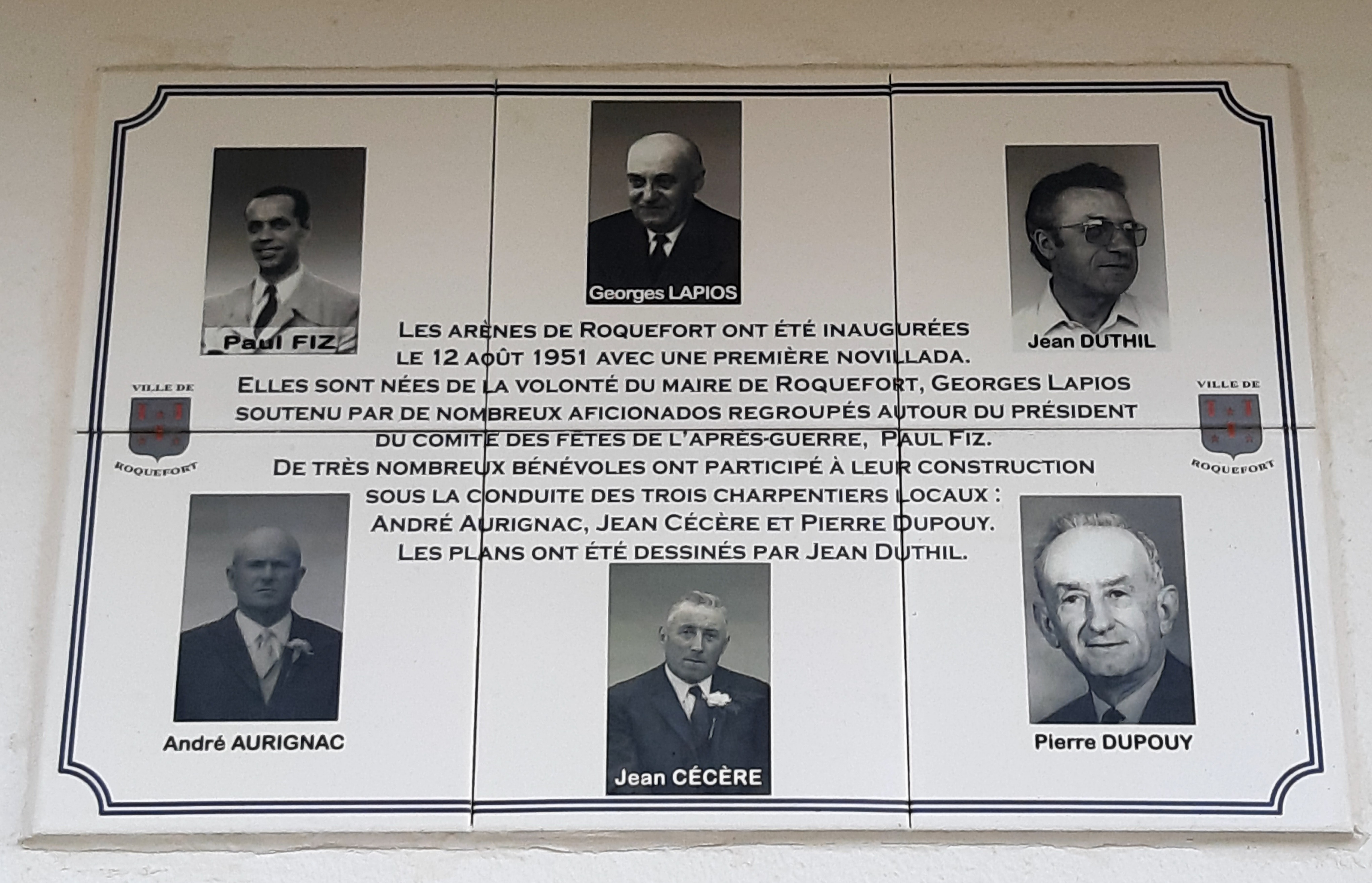
Plaque commémorative sur la façade des arènes.